# Syntagma musicum

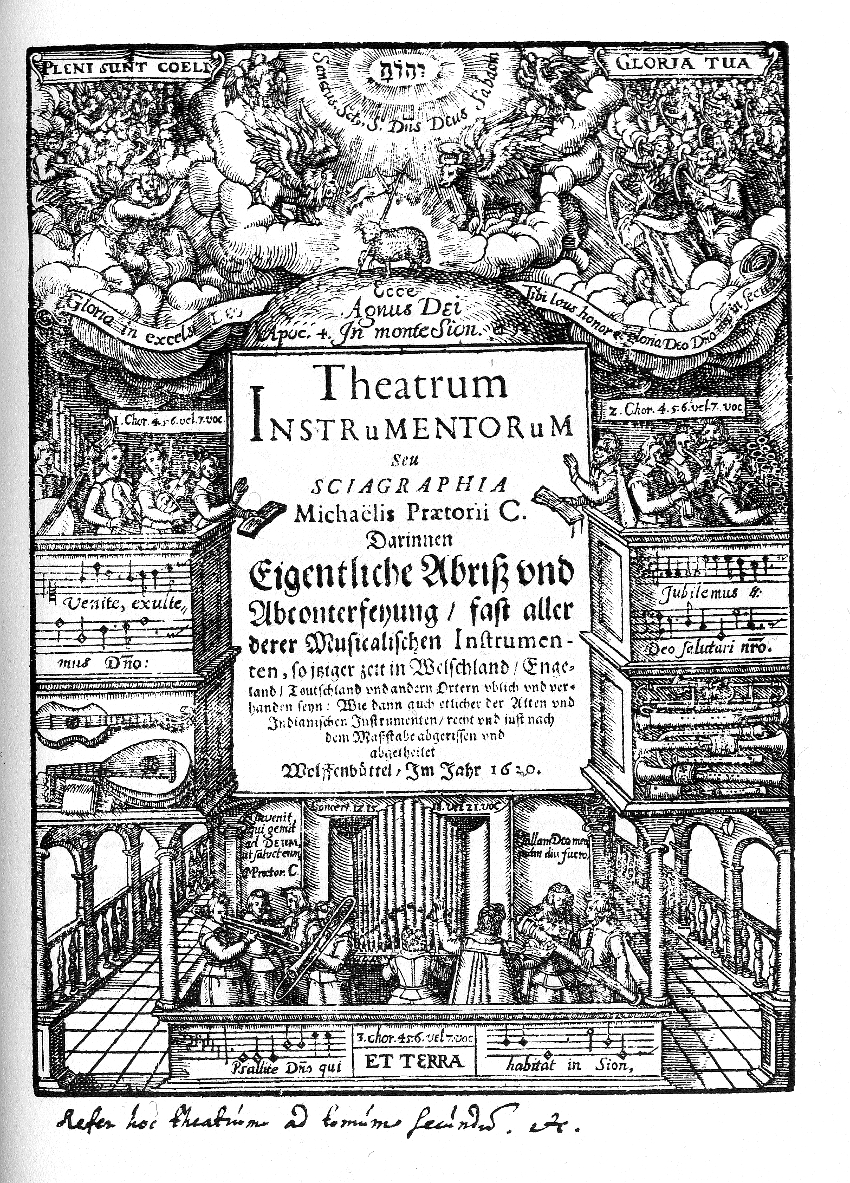

Le Syntagma musicum est un important ouvrage musicologique de Michael Praetorius paru au XVIIe siècle.
Rédigé pour partie en latin, et pour partie en allemand, il comprend trois volumes :
- Volume 1 : De Musica Sacra (Wittemberg 1614/1615)
  - Discursus de Musica Choreali et veterum Psalmodia.
  - Comentarii de Missodia vel Leturgia summa.
  - Explicatio Matutinae et vespertinae Leturgiae: cum aliis annexis.
  - Contemplatio Musicae Instrumentalis Ecclesiasticae, cum in Veteris, tum Novi Testamenti Ecclesia usitatae.
- Volume 2 : De Organographia (Wolfenbüttel 1619/1620)
  - Nomenclature de tous les instruments anciens et modernes
  - Description des orgues anciens et modernes

Ce volume contient des illustrations d'instruments, qui sont des sources précieuses pour la fabrication d'instruments historiques. Les gravures sont rassemblées dans la partie finale, intitulée Theatrum instrumentorum seu sciagraphia.
- Volume 3 : Termini musici (Wolfenbüttel 1619) - traite de la musique vocale.

## Source
- (de) Cet article est partiellement ou en totalité issu de l’article de Wikipédia en allemand intitulé « Syntagma musicum » (voir la liste des auteurs).